# 马尔什昂法梅讷
马尔什昂法梅讷（法語：Marche-en-Famenne，法語發音：[maʁʃ ɑ̃ famɛn] ⓘ）是比利时瓦隆大区盧森堡省的一座城市，位于阿登地区，西与那慕爾省接壤，通行法语，是比利时法语社群的一部分，面积121.40平方千米，人口17,455人（2018年1月1日）。